# Алёшино (Сасовский район)
Алёшино — село в Сасовском районе Рязанской области России. Административный центр Алёшинского сельского поселения.

## Географическое положение
Расположено в юго-западной части района, на реке Алёшне, левом притоке Цны, на 31-м км автодороги Р124 Шацк — Касимов. Расстояние до райцентра Сасово — 9 км к северо-востоку по асфальтированной дороге. Ближайшие железнодорожные станции: Сотницыно — в 8 км, Сасово — в 10 км.
Ближайшие населённые пункты:
- село Саблино — в 1 км к северу по асфальтированной дороге;
- деревня Лосино-Островское — в 6 км к востоку по грунтовой дороге;
- деревня Ярново — в 1,5 км к юго-востоку по асфальтированной дороге;
- посёлок Сотницыно — в 4 км к западу по грунтовой (в 8 км по асфальтированной) дороге;
- село Верхнее Мальцево — в 7 км к северо-западу по асфальтированной дороге.

## Природа
Климат умеренно континентальный. Расположено лесостепной зоне, в естественном понижении, на обоих берегах небольшой реки Алёшни. Почвы преимущественно чернозёмные. Из древесных насаждений преобладают искусственные в виде поле- и лесозащитных полос, обсадок вдоль автодорог. В небольших количествах встречаются массивы естественного леса, в основном дубового и берёзового.

## История
В 1911 г. Алёшня — крупное село, входящее в Сотницынскую волость Шацкого уезда Тамбовской губернии. В селе была деревянная Троицкая церковь, построенная в 1799 году. Имелась и деревянная мечеть, построенная в 1876 году.
В 1923 г. село Алёшня вошло в состав Рязанской губернии.

## Население
| 1701 | 1882 | 1911  | 1981 | 1989 | 2002 | 2007 |
| ---- | ---- | ----- | ---- | ---- | ---- | ---- |
| 366  | ↗583 | ↗1574 | ↘720 | ↗889 | ↗920 | ↘794 |
| 2010 |      |       |      |      |      |      |
| ↗817 |      |       |      |      |      |      |

#### Известные уроженцы
- Уткин, Валерий Степанович (1922—1944) — Герой Советского Союза.

## Хозяйство
Действует довольно крупное сельскохозяйственное предприятия коопхоз «Прогресс». Основными видами хозяйственной деятельности предприятий села является выращивание зерновых, сахарной свеклы, кукурузы на корм, заготовка сена, а также надой молока (без последующей переработки).

## Инфраструктура
Работает средняя школа, почтовое отделение связи (до 01.01.2000 г. индекс 391621), обслуживающее Алёшинское сельское поселение (включающее, помимо Алёшина, ещё 4 населённых пункта: Калиновец, Лукьяново, Саблино и Ярново). В состав села входят 8 улиц: Заречная, Комсомольская, Луговая, Молодёжная, Нагорная, Садовая, Центральная, Школьная, а также выделяется посёлок Микрорайон.
По западной оконечности Алёшина проходит автодорога Р124 Шацк — Касимов, ранее проходившая непосредственно через жилые кварталы. Однако в связи с увеличением транспортного потока и неудовлетворительным состоянием деревянного моста (маленькая грузоподъёмность, ветхость и небольшая ширина проезжей части) через реку Алёшню в конце XX в. было построено спрямление, плавно огибающее территорию жилой застройки, а также сокращающее расстояние на 0,5 км. Через р. Алёшню построен капитальный двухполосный железобетонный мост. В селе от дороги Р124 отходит дорога местного значения Алёшино — Ямбирно, соединяющая первую с дорогой федерального значения М5 и облегчающая связь отдалённых населённых пунктов Сасовского района с райцентром.

## Культура

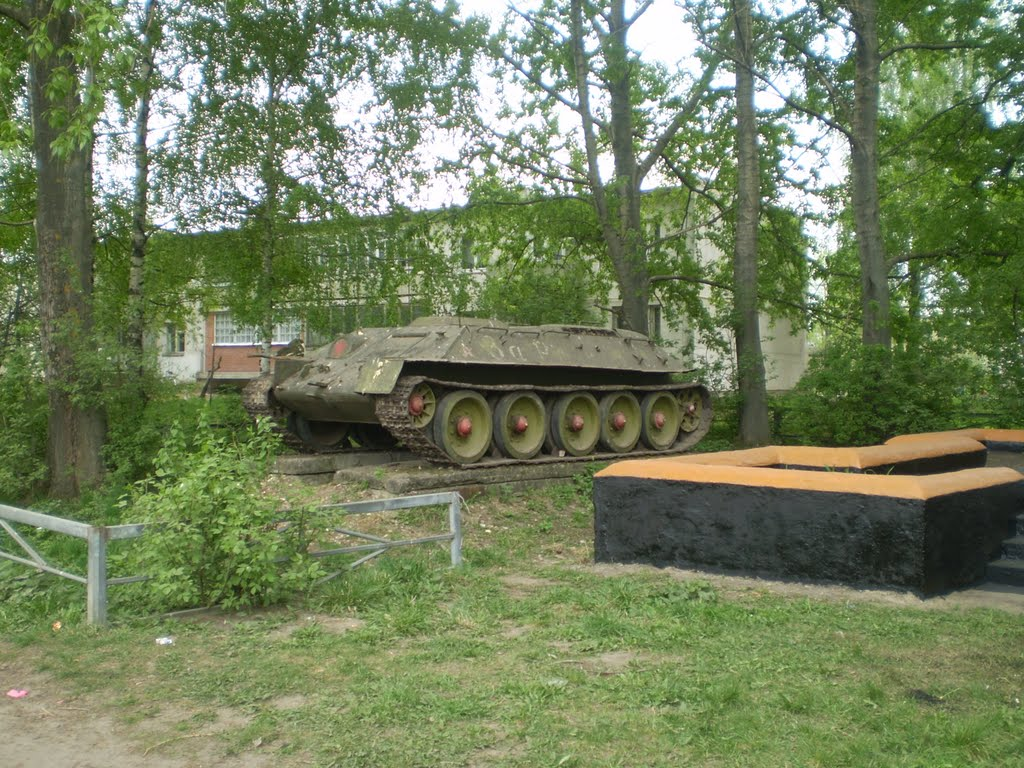
Танк-памятник

Памятник участникам ВОВ

В центре села, в районе перекрёстка улиц Центральной и Школьной, напротив школы расположен монумент павшим в Великой Отечественной войне и танк-памятник.

## Фотографии

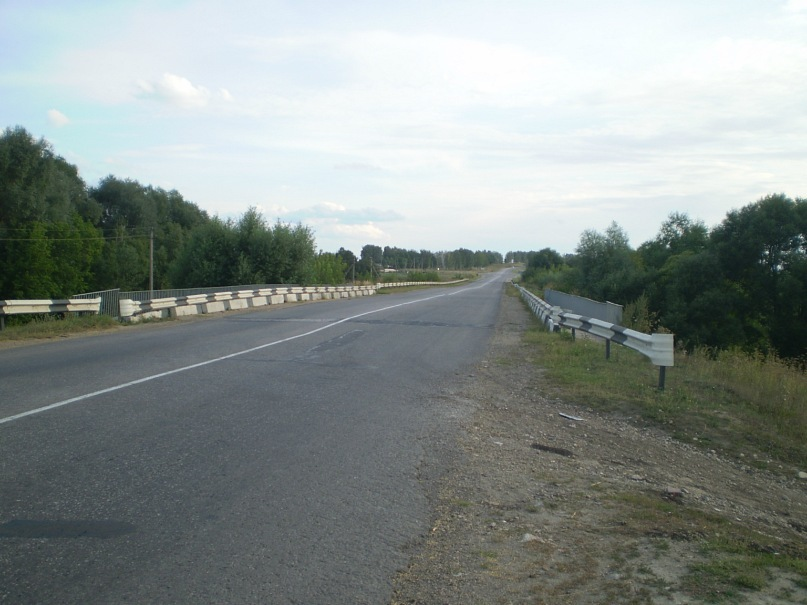
Автодорога Р124
Мост через Алёшню